# Церква Покрови Пресвятої Богородиці (Орищі)
Церква Покрови Пресвятої Богородиці — чинна мурована парафіяльна церква у селі Орищі Павлівській сільській громаді Володимирського району Волинської області. Пам'ятка архітектури місцевого значення (Охоронний №149-м). Парафія належить до Володимир-Волинської єпархії Православної церкви України. Престольне свято на Покрова Пресвятої Богородиці.

## Історія
У 1932 році в Орищі згоріла стара дерев'яна церква. 1935 року замість згорілої парафіяни почали зводити нову муровану церкву, але вже на іншому місці у східній частині села.

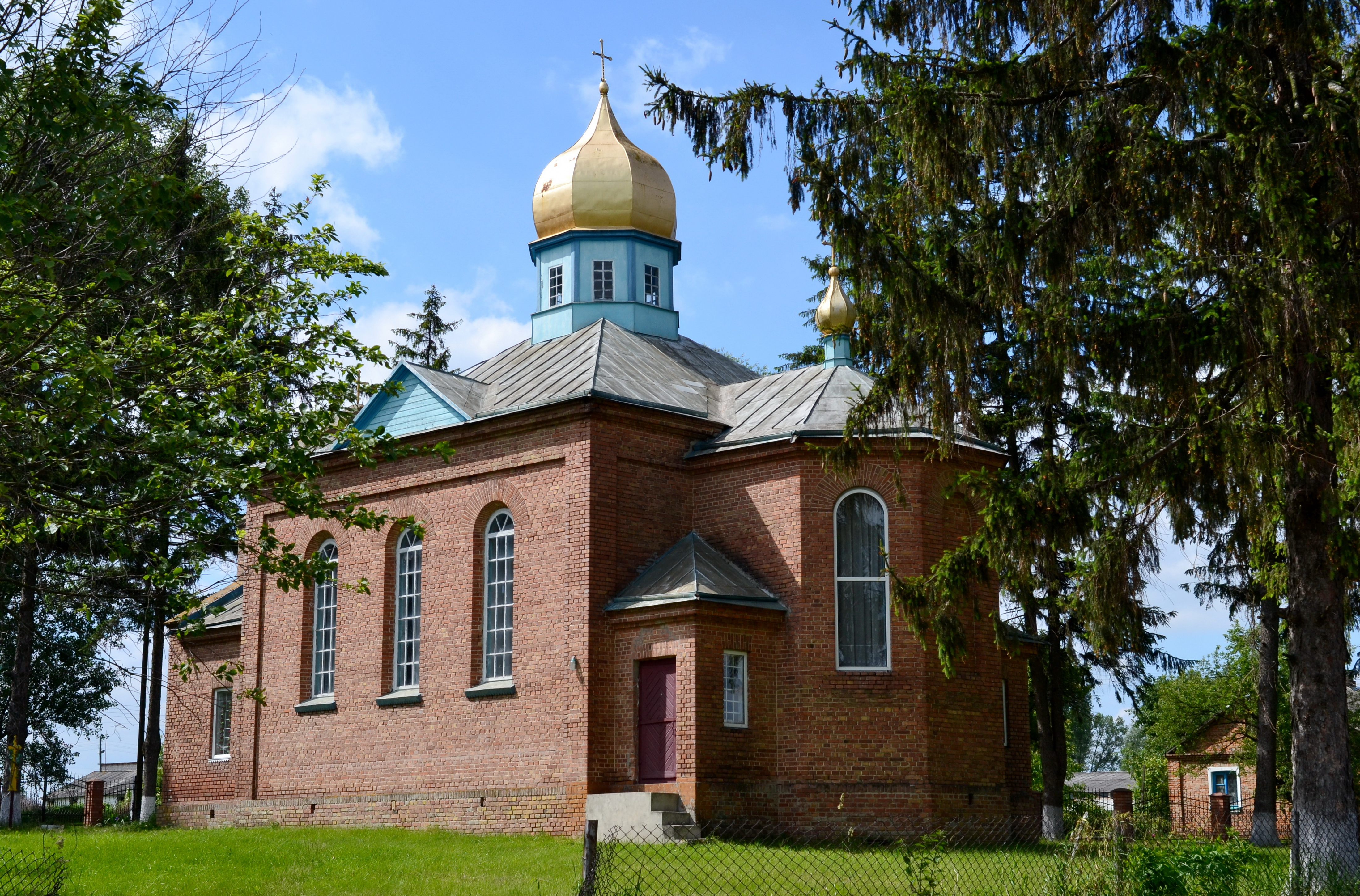

Осячення нової церкви відбулося восени 1936 року. 
1962 року церкву було закрито і знято з реєстру. Церкву комуністична влада планувала перетворити у зерносховище. 
У 1989 році віряни отримали дозвіл на відновлення богослужінь у церкві. 7 жовтня 1989 року відбулось перше богослужіння у поновленій церкві відбулося.

### Перехід з УПЦ МП до ПЦУ
10 березня 2019 року «активісти» з УПЦ МП провели збори, на яких було присутньо близько 60 осіб, і переважна більшість учасників прийняли рішення не переходити у Православну Церкву України «допоки усі світові помісні православні церкви не визнають ПЦУ».

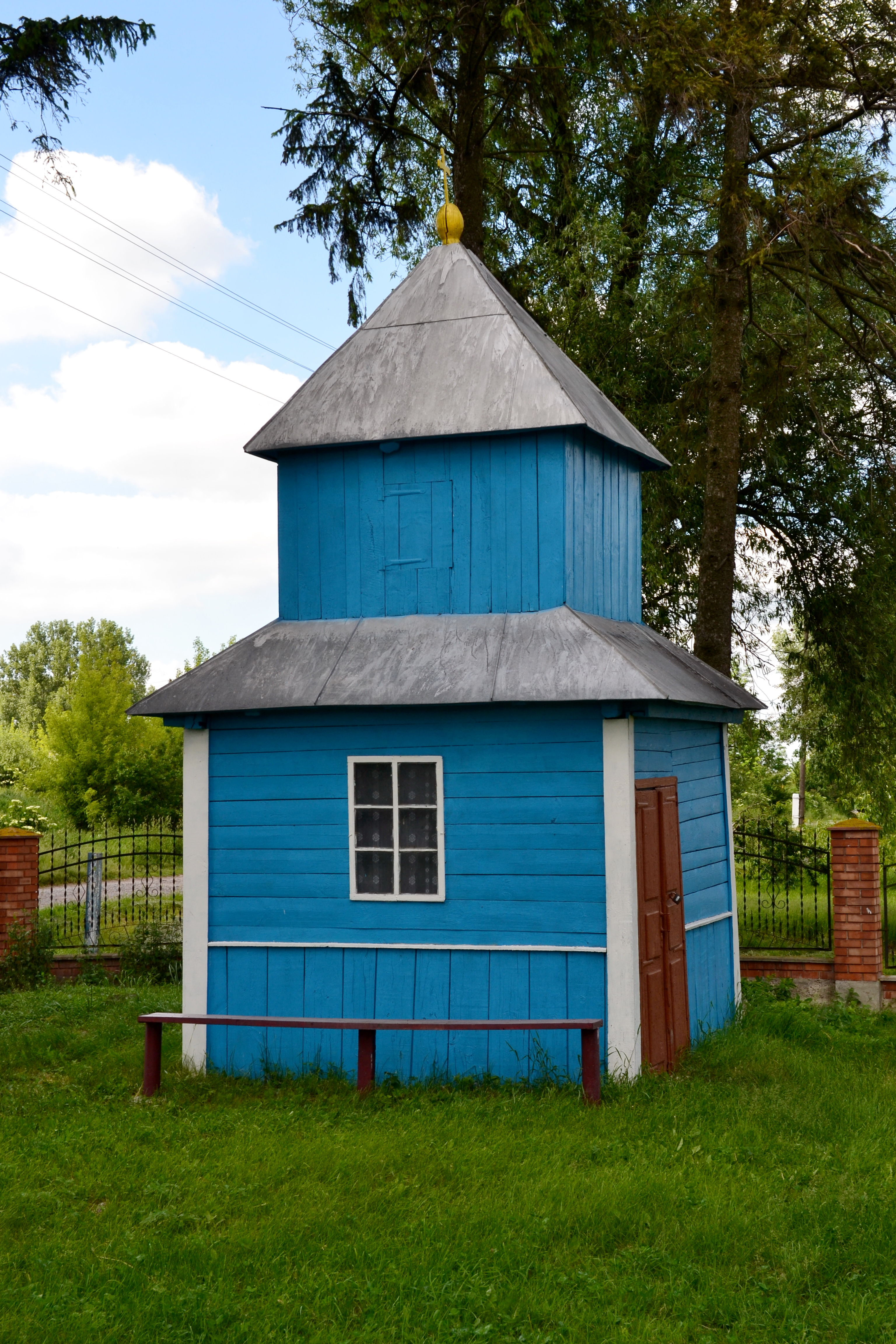

У квітні 2022 року на зборах парафіян було прийнято рішення про перехід у лоно Православної Церкви України.
4 квітня 2022 року парафіяни звернулися з проханням прийняти їх у лоно ПЦУ до Управління єпархії ПЦУ, і спископ Володимир-Волинський і Турійський Матфей (Шевчук) задовольнив їхнє прохання.

## Архітектура
Церква мурована, у плані тридільна однобанна.
Біля церкви знаходиться дерев'яна шатрова дзвіниця, збудована на чотирьох дерев'яних палях.
На парафіяльному цвинтарі знаходиться дерев'яна каплиця.

## Настоятелі
- о. Маркевич (1935 — ?)
- о. Криворотко (1946 — 1947)
- о. Мартинюк (1947 — 1948)
- о. Антоній Канєвський (1947 — 1951)
- о. Євфимій Приварський (1951 — ?)
- о. Ярослав Ярошко (1989 — ?)
- о.Олег Кликоцюк (? — ?)
- о.Олександр Ляшук (? — ?)
- о. Іоанн Щербан (? — 2022)